# Branca de França
Branca de França (em francês:  Blanche; Jafa, 1253 — Paris, 17 de junho de 1320) foi uma princesa de França por nascimento e infanta de Castela pelo seu casamento com Fernando de La Cerda.

## Família
Branca foi a terceira filha e oitava criança nascida do rei Luís IX de França e de Margarida da Provença. Seus avós paternos eram Luís VIII de França e Branca de Castela, e seus avós maternos eram Raimundo Berengário IV da Provença e Beatriz de Saboia.
Ela tinha dez irmãos, que eram: Isabel, rainha de Navarra como esposa de Teobaldo II de Navarra; Luís, herdeiro aparente e regente da França entre 1252 a 1254; o rei Filipe III de França; João Tristão, conde de Valois; Pedro, conde de Alençon; Margarida, duquesa de Brabante; Roberto de França, conde de Clermont; Inês da França, Duquesa da Borgonha, etc.

## Biografia
Na data de 28 de setembro de 1266, foi assinado o contrato do casamento entre a princesa e o infante, filho mais velho do rei Afonso X de Castela e de Iolanda de Aragão, em Saint-Germain-en-Laye, na França. Eles se casaram dois anos depois, em 30 de novembro de 1268, na cidade de Burgos, na atual Espanha. A noiva tinha 15 anos de idade, e o noivo, 13.
O casal teve dois herdeiros. Fernando morreu em 25 de julho de 1275, com apenas dezenove anos de idade. Viúva, Branca não se casou novamente.
Com a morte do marido, ela foi aprisionada em Castela. Em 1277, ela retornou a França, de onde fez o possível para que o direito de seu filho ao trono castelhano fosse reconhecido.
Porém, após a morte do rei Afonso X, em 1284, quem o sucedeu foi o seu segundo filho, Sancho IV de Leão e Castela, e não os filhos de Branca e Fernando.
A princesa faleceu no dia 17 de junho de 1320, no Convento dos Cordeliers de Paris, com aproximadamente 67 anos de idade.

## Descendência
- Afonso de la Cerda (1270 – após 15 de abril de 1327), senhor de Alba e Béjar. Foi casado com Matilde de Brienne-Eu, com quem teve oito filhos;
- Fernando de La Cerda (25 de julho de 1275 – após 1 de junho de 1322), foi senhor de Lara como marido de Joana Nunes de Lara, com quem teve quatro filhas.